# Football féminin au Soudan

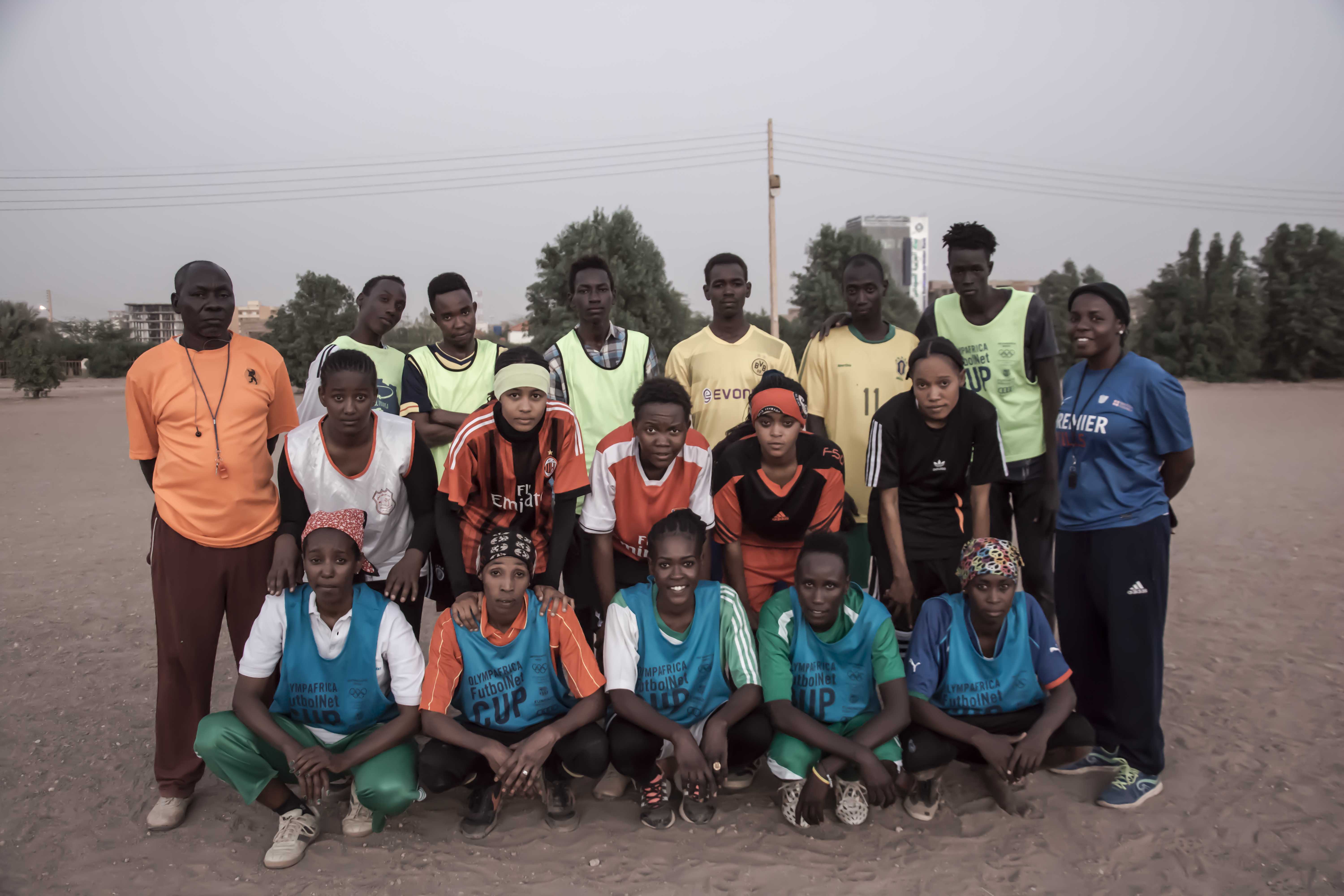
Fondée en 2001, The challenge est la première équipe féminine de football soudanaise.

Le football féminin au Soudan est une pratique sportive féminine au Soudan, officiellement admise depuis 2019.
Les femmes soudanaises n'étaient pas autorisées à participer à des sports comme le football, jusqu'à ce que la révolution de 2018-2019 abolisse les anciennes lois restrictives sur l'ordre public. En septembre 2019, une ligue féminine avec 21 équipes de différentes villes du Soudan est créée. Wala'a Essam al-Boushi, ministre soudanaise de la Jeunesse et des Sports, déclare que le gouvernement de transition « fera du sport féminin l'un des piliers du développement du pays. »

## Histoire

### Contexte
Le football féminin en Afrique doit relever des défis, notamment l'accès limité à l'éducation, la pauvreté des femmes et les inégalités qui entraînent  des violations des droits humains spécifiques aux femmes. Lorsque  les joueuses africaines connaissent du succès, certaines quittent leur pays d'origine pour chercher des opportunités en Europe ou aux États-Unis,. Le financement du football féminin en Afrique est un problème, car la majeure partie du financement provient de la FIFA, et non de l'Association nationale de football.
La Fédération du Soudan de football, fondée en 1946 et affiliée à la FIFA en 1948, est l'un des membres fondateurs de la Confédération africaine de football (CAF) et est membre de la Confédération. En 2006, il y a 440 clubs masculins de football au Soudan . En novembre 2011, une femme membre de l'association, Laila Khalid de Palestine, assiste à une réunion en Afrique du Sud où la question du football féminin est à l'ordre du jour, mentionnant  les problèmes rencontrés pour développer ce sport  en Afrique.
Depuis sa reconnaissance officielle en 2019, le Soudan  rejoint d'autres pays  arabes et africains afin de créer une ligue féminine. En raison de son appartenance à l'Union des associations arabes de football (UAFA), la première compétition internationale de l'équipe nationale a lieu en 2021, lorsqu'elle  dispute la Coupe arabe féminine, .
En septembre 2019, il existe plusieurs équipes féminines dans les grandes villes comme Khartoum. En vertu des lois dites « d'ordre public » des gouvernements islamistes de l'époque, ces équipes ont été formées quelques années avant 2019 de manière non officielle, n'ont pas reçu de soutien de la Fédération soudanaise de football et ont dû s'entraîner et jouer dans des conditions dégradées. Les sports féminins comme le football ont été  restreints, car une fatwa (décision religieuse) du Conseil islamique du  Fiqh en 2006  condamne la création d'une ligue féminine au Soudan.
Les attitudes sociales courantes à l'égard des femmes ne favorisent pas les femmes dans le sport et le soutien de leur famille est un facteur important.
En 2006, dans la partie sud du Soudan, majoritairement de confession chrétienne, le gouvernement local apporte son soutien au football féminin et une compétition avec des équipes des dix États du Soudan du Sud moderne est organisée dans la capitale de la région sud, Djouba, . À la suite de l'indépendance du Soudan du Sud en 2011, la même année, une équipe nationale féminine de football est créée.Répondant à l'intérêt pour les matchs de football féminin dans les pays arabophones, les droits de retransmission de la Coupe du monde féminine 2011 sont achetés par Al Jazeera.

### Football féminin depuis le début des années 2000
Selon une étude de 2011 sur la relation entre l'intégrisme religieux et les sociétés mondialisées, le fait que certaines femmes soudanaises aient commencé à jouer au football depuis le début des années 2000 malgré les restrictions sociales et légales est considéré comme une étape pour le développement d'une ligue féminine non officielle. Dans le cadre de cette ligue informelle, une première équipe nationale féminine appelée The Challenge est créée à Khartoum en 2006. Contrairement aux autres équipes exigeant que les joueuses portent des foulards et des pantalons longs, celles de The Challenge ne se couvrent pas la tête et ne portent pas de vêtements longs. À l'époque, les clubs de football féminin ne sont pas reconnus  par l'Association soudanaise de football , . En 2006, The Challenge dispute son premier match de compétition, dirigé par Sara Edward, contre une équipe de l'Université du Soudan qui porte des vêtements correspondant aux normes islamiques. Malgré une qualité du jeu basique, le match se terminé par une victoire 2-0 de l'équipe The Challenge, . En 2009, il y a dix équipes féminines seniors, une compétition scolaire et une compétition régionale, . De manière informelle, des jeunes filles ont aussi joué dans les camps de réfugiés de la région du Darfour, .
En réponse à une question de la FIFA concernant la faisabilité de la création d'une équipe nationale féminine en 2012, le Conseil islamique du Fiqh émet une autre fatwa contre la création d'une équipe de football féminine, la considérant comme un « acte immoral » . La fatwa affirme que le football est un sport masculin et que les femmes ne doivent pas y participer, « car il défie les différences entre les hommes et les femmes » .

### Reconnaissance en 2019
À la suite de la création d'une ligue féminine en 2019 avec 21 équipes de différentes villes sous le nouveau gouvernement de transition, la Fédération soudanaise de football reconnait officiellement les équipes féminines locales et nationales. À partir de 2021, l'équipe nationale féminine du Soudan n'est toujours pas reconnue par la FIFA. Néanmoins en août de la même année, elle est reconnue par la Confédération africaine de football (CAF) et invitée à participer à la Coupe arabe féminine de 2021 .